# Mia Farrow
Mia Farrow, cuyo nombre real es María de Lourdes Villiers Farrow (Los Ángeles, 9 de febrero de 1945), es una actriz estadounidense.
Obtuvo notoriedad por primera vez por su papel de Allison MacKenzie en la serie de televisión Peyton Place y ganó más reconocimiento por su posterior matrimonio de corta duración con Frank Sinatra. Uno de sus primeros papeles cinematográficos, como Rosemary en Rosemary's Baby (1968), de Roman Polanski, la vio nominada a un Premio BAFTA y a un Globo de Oro a la mejor actriz. Luego apareció en varias películas a lo largo de la década de 1970. Su hermana menor es Prudence Farrow y también es hermana de Tisa Farrow.

## Inicios
Farrow es hija de John Farrow, un director de cine australiano, y de la actriz irlandesa Maureen O’Sullivan. Ambos eran católicos practicantes, y Mia, nacida bajo el nombre María de Lourdes Villiers-Farrow (en Los Ángeles, California), tuvo una crianza católica. Creció principalmente en Beverly Hills en Southern California y usualmente viajaba con sus padres durante el rodaje de sus películas.
Su debut en el cine fue en un cortometraje de 1947 junto a su madre, que trataba sobre madres famosas y sus hijos. En la década de 1950, apareció también en el documental educativo sobre la Guerra Fría: Duck and Cover.

## Carrera

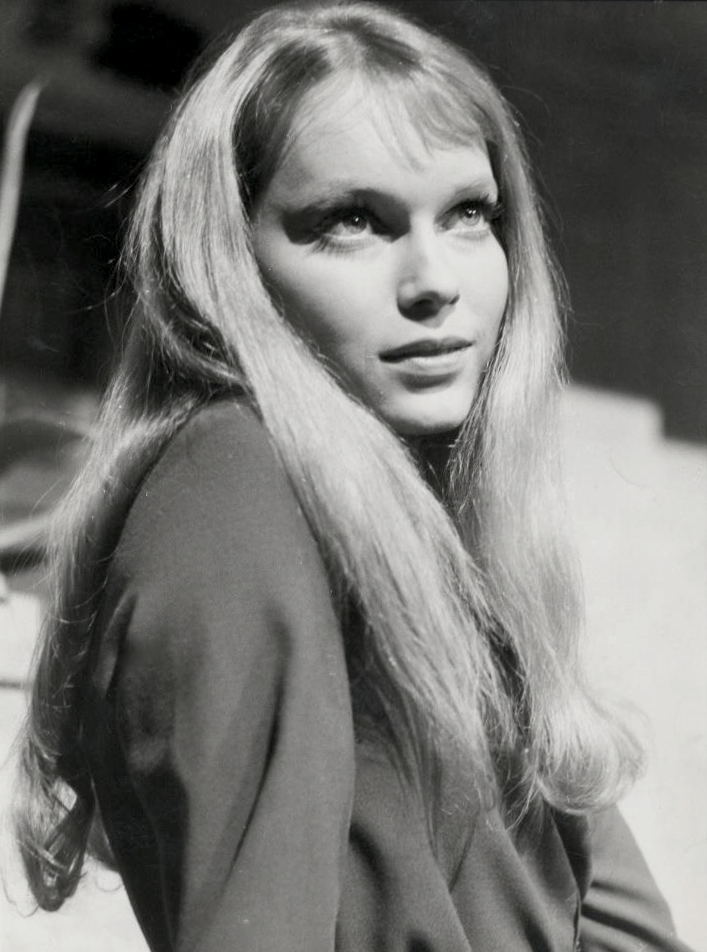
Mia Farrow, en Guns at Batasi (1964).

Farrow ha aparecido en más de cuarenta películas y ha ganado numerosos premios, incluido el Globo de Oro (y siete nominaciones a ese premio), tres nominaciones a los Premios BAFTA, y ganó el premio a mejor actriz en el Festival Internacional de Cine de San Sebastián.
Farrow también ha destacado por su trabajo humanitario como embajadora de la UNICEF. Su último esfuerzo ha sido en www.miafarrow.org, que contiene una guía en la que se explica cómo involucrarse con el activismo de Darfur, junto a sus fotos y publicaciones en un blog desde Darfur, Chad, y la República Africana Central.[cita requerida]

## Vida privada
Contrajo matrimonio con Frank Sinatra el 19 de julio de 1966. Dean Martin, el gran amigo de Sinatra, ironizó al enterarse de la boda que él tenía un whiskey con más años que la novia. Se divorciaron en 1968.[cita requerida]
Después se casó con André Previn en 1970. Tuvieron tres hijos (Matthew, Sascha y Fletcher) y adoptaron otros tres, Soon Yi, Lark Song y Daisy. Se divorciaron en 1979.[cita requerida]
Entre 1980 y 1992, mantuvo una relación con Woody Allen, con el que rodó varias películas, aunque no se llegaron a casar ni a vivir juntos. Con él tuvo un hijo, Ronan (Satchel) (nacido en 1987) y adoptaron conjuntamente otros dos. 
Dos de los hijos adoptados por Farrow se suicidaron.
Farrow y Allen se separaron tras constatarse que Allen mantenía una relación con Soon-Yi Previn, que entonces tenía veintiún años y con quien contrajo matrimonio, y que era hija adoptiva de Farrow de su matrimonio con Previn. Farrow ganó la custodia de sus tres hijos tras la ruptura.
Farrow acusó a Allen de haber abusado sexualmente de su otra hija adoptiva, Dylan, que en aquel entonces tenía siete años de edad. El juez dictó una orden de custodia en la que señalaba el comportamiento de Woody Allen «gravemente inapropiado» y enfatizaba la necesidad de tomar «medidas para proteger a Dylan». Farrow y el fiscal decidieron evitar a Dylan más años de violenta batalla legal y retiraron los cargos aunque anunció públicamente que tenía «una causa probable» para procesar a Allen. La propia Dylan publicó una carta en The New York Times en el año 2014, en la que narraba los hechos.
En 2018, Moses Amadeus Farrow, hijo de Mía Farrow y Woody Allen, publicó una carta desmintiendo el presunto abuso sexual por parte de Woody Allen a Dylan y describiendo las manipulaciones a las que fue sometido de niño. Dichas manipulaciones tendrían como objetivo que Moses corroborara la historia de abuso sexual que, siempre desde el punto de vista del Moses actual (2018), fue construida artificialmente.
En una entrevista publicada en la revista Vanity Fair en octubre del 2013, la actriz declaró que es posible que su hijo Ronan, nombre de nacimiento Satchel, sea hijo de Frank Sinatra: de hecho, aparte del gran parecido facial con Sinatra de joven, tiene asimismo los ojos azules claros. Ronan es periodista y activista y ha destapado en 2017 el escándalo de los abusos sexuales a actrices de Hollywood por parte del poderoso productor Harvey Weinstein.
Farrow es embajadora de buena voluntad de Unicef. Cuando en el año 2006 Mia Farrow visitó en Berlín la exposición de los United Buddy Bears durante el Día Mundial del Refugiado, quiso llamar la atención sobre la difícil situación de los refugiados de la región de Darfur (Sudán). Asistió en su calidad de embajadora especial de Unicef.

### Hijos

#### Con André Previn
- Matthew Phineas Previn (nacido en 1970)
- Sascha Villiers Previn (nacido en 1970)
- Fletcher Farrow Previn (nacido en 1974)
- Soon-Yi Previn (nacida en Corea del Sur el 8 de octubre de 1970, adoptada c. 1978 [cita requerida])
- Lark Song Previn (nacida en Vietnam, 1973, adoptada en 1973 y fallecida el 25 de diciembre de 2008)[7]
- Summer Song Previn (conocida como Daisy) (nació en Vietnam c. 1975, adoptada 1976)

#### Con Woody Allen
- Ronan Farrow (1987) (nombre de nacimiento: Satchel O’Sullivan Farrow)
- Moses Amadeus Farrow (conocido como Misha Farrow) (1978, adoptado en 1980)
- Dylan O’Sullivan Farrow (conocida como Eliza Farrow, su nombre actual es Malone, adoptada en 1985)

#### Adoptados por Mia Farrow como madre soltera
- Tam Farrow (1979-2000)
- Isaiah Justus Farrow (c. 1991)
- Quincy Farrow (conocido ahora como Kaeli-Shea, adoptado 1994)
- Frankie-Minh (1991, adoptado 1995)
- Thaddeus Wilk Farrow (c. 1988, adoptado 1994. Fallecido el 22 de septiembre de 2016)

## Filmografía parcial
- En televisión, La caldera del diablo (1964-1966)
- Rosemary's Baby, también conocida como La semilla del diablo o El bebé de Rosemary de Roman Polanski -  1968
- Secret Ceremony, de Joseph Losey - 1968
- John y Mary, de Peter Yates - 1969
- Terror ciego - 1971
- Sígueme, de Carol Reed - 1972
- Doctor Casanova, de Claude Chabrol - 1972
- El gran Gatsby  - 1974
- Full Circle, de Richard Loncraine - 1977
- Avalancha, de Corey Allen - 1978
- Muerte en el Nilo - 1978
- Un día de boda, de Robert Altman - 1978
- Huracán, de Jan Troell - 1979
- La comedia sexual de una noche de verano - 1982
- El Último Unicornio (voz) - 1982
- Zelig - 1983
- Broadway Danny Rose - 1984
- Supergirl - 1984
- La rosa púrpura de El Cairo - 1985
- Hannah y sus hermanas - 1986
- Días de radio - 1987
- Septiembre - 1987
- Otra mujer - 1988
- Historias de Nueva York - 1989
- Crimes and Misdemeanors - 1989
- Alice - 1990
- Sombras y niebla - 1991
- Maridos y mujeres - 1992
- El pico de las viudas, de John Irvin - 1994
- Miami Rhapsody - 1995
- Reckless - 1995
- Coming Soon - 1999
- Robert Redford - 2001
- Máximo Riesgo.com - 2002
- La profecía: Omen 666 - 2006
- Arthur y los Minimoys - 2006
- Mi ex - 2007
- Spine Tingler - 2007
- Roman Polanski: Se Busca - 2008
- Be Kind Rewind - 2008
- Arthur and the Revenge of Maltazard (Arthur y la venganza de Maltazard) - 2010
- Arthur 3: The War of the Two Worlds (Arthur y la guerra de los dos mundos) - 2011
- Dark Horse, de Todd Solondz - 2011
- Natalie Wood: Entre Bambalinas - 2020
- The Watcher - 2022

## Premios y distinciones
Festival Internacional de Cine de San Sebastián
| Año  | Categoría                         | Película | Resultado |
| ---- | --------------------------------- | -------- | --------- |
| 1972 | Concha de Plata a la mejor actriz | Sígueme  | Ganadora  |